# Église Saint-Jean-Baptiste de Sansa
Pour les articles homonymes, voir église Saint-Jean-Baptiste.
L’ancienne église Saint-Jean-Baptiste de Sansa est une église romane située à Sansa, dans le département français des Pyrénées-Orientales. Ancienne église paroissiale du village, le bâtiment est agrandi et rénové à une ou plusieurs époques inconnues et muni d'un riche mobilier du XVIIe siècle. Au XIXe siècle, l'église perd son statut de paroissiale pour une nouvelle église bâtie plus haut dans le village, où son mobilier est déplacé. Le bâtiment, abandonné, tombe peu à peu en ruines, puis est restauré au début du XXIe siècle.

## Situation
L'église Saint-Jean-Baptiste est située en contrebas du petit village de Sansa, à côté de l'ancien cimetière communal. Sansa est, avec Caudiès-de-Conflent, Railleu, Ayguatébia-Talau, Oreilla et Évol, un des villages constituant les Garrotxes, une région naturelle et historique isolée et peu peuplée de la partie orientale des Pyrénées, en France.

## Histoire
L'église entre dans l'Histoire avec un premier document écrit de 1189.
Pour Catalunya romànica, le bâtiment actuel est sans doute construit au XIe siècle et agrandi au XIIe siècle ou début du XIIIe siècle. Géraldine Mallet le date du XIIe siècle ou XIIIe siècle.
À l'origine, ce monument était plus court que de nos jours. Il a été, à une époque indéterminée, rallongé vers l'ouest, muni d'une chapelle au nord et d'un clocher au-dessus de l'actuelle façade occidentale. La couverture a également été refaite. La chapelle et le clocher ont pu être ajoutés lors de la même campagne de travaux, de même que l'allongement et le couvrement.
Ce lieu de culte est l'église paroissiale de Sansa jusqu'au XIXe siècle, lorsque la nouvelle église Saint-Jean-Baptiste est construite plus haut dans le village. L'ancienne église est désaffectée et abandonnée, son mobilier transféré dans la nouvelle église,.
En 2015, une cloche et une statue de saint Bernard, deux objets du XVIIe siècle issus de cette église et abrité depuis le XIXe siècle dans la nouvelle église paroissiale, sont protégés au titre des Monuments historiques,.

## Architecture et mobilier

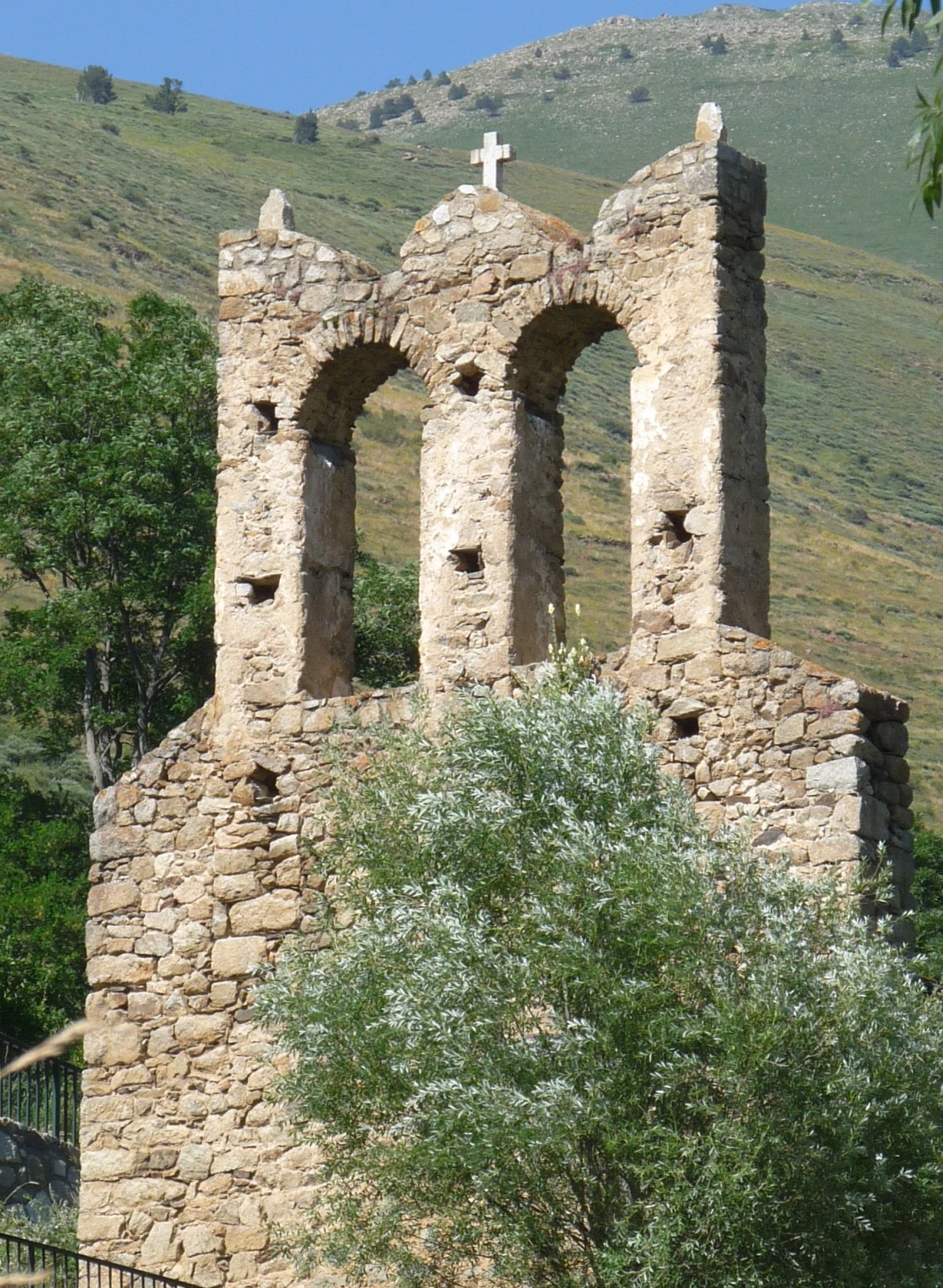
Le clocher
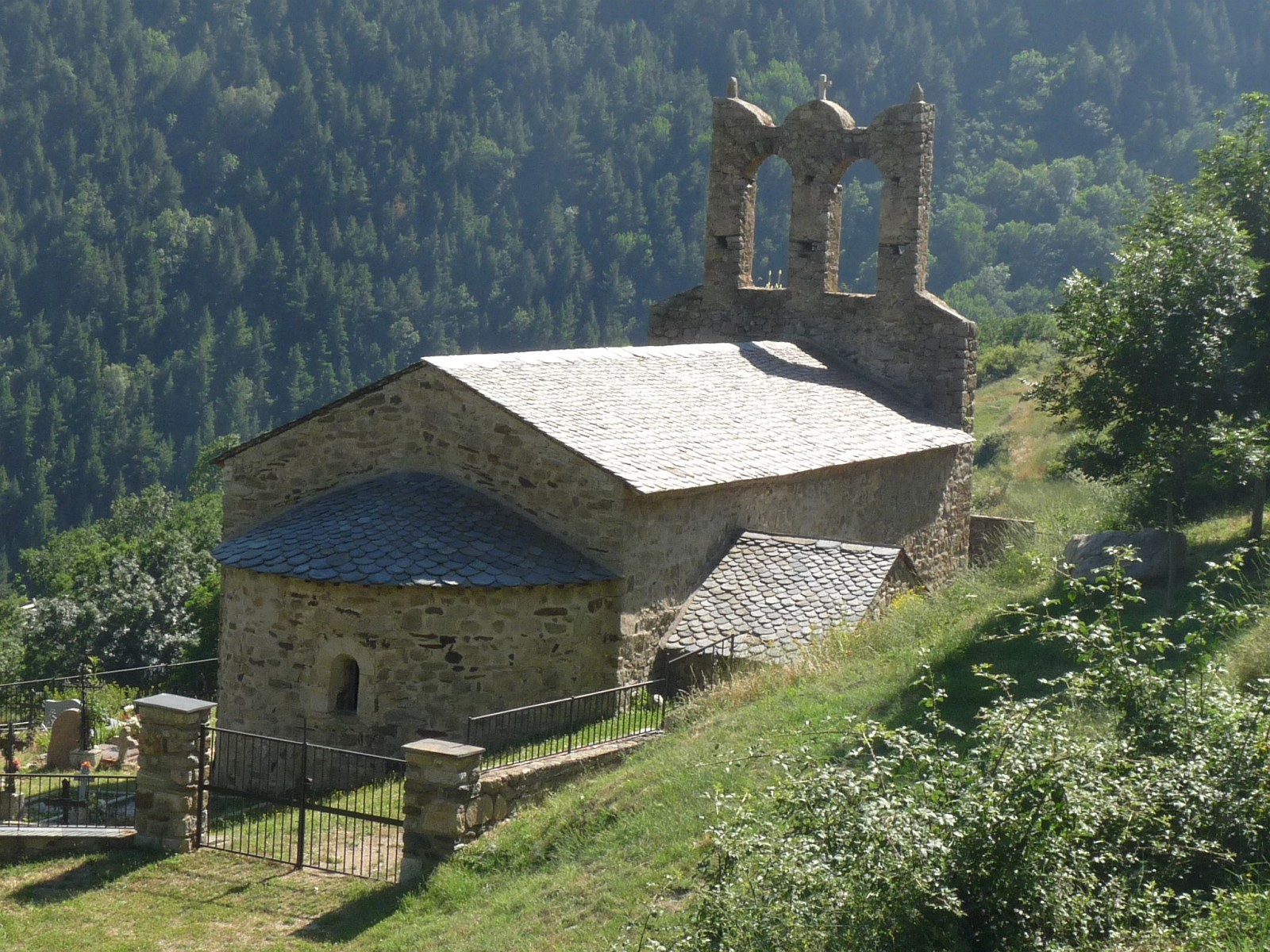
L'abside (vue du nord-est)

Les façades, dépourvues de décor et laissant apparaître les moellons irréguliers de la construction, rendent une impression d'austérité.
Le bâtiment est formé d'une nef unique, orientée, terminée à l'est par une abside semi-circulaire. La façade occidentale est percée d'une porte et surmontée d'un clocher-mur à deux baies. Au nord près de l'abside se trouve une chapelle carrée. Une fenêtre éclaire cette chapelle. L'église possède également une baie dans son axe, dans l'abside. La façade sud est éclairée de quatre fenêtres de diverse facture, plus soignées vers l'ouest, ainsi que l'ancienne porte d'entrée, condamnée,.
Le mobilier ce lieu de culte se trouve dans la nouvelle église paroissiale,.